# تبلور مجدد (شیمی)
در شیمی، تبلور مجدد یا بازبلورش فنی است که برای خالص‌کردن (به انگلیسی: purify) مواد شیمیایی استفاده می‌شود. با حل‌کردن هر دو ناخالصی و یک ترکیب در یک حلال مناسب، ترکیب مورد نظر یا ناخالصی‌ها را می‌توان از محلول حذف کرد و دیگری را پشت سر گذاشت. این نام به دلیل بلورهایی است که اغلب هنگام رسوب کردن ترکیب تشکیل می‌شوند. از طرف دیگر، بازبلورش می‌تواند به رشد طبیعی بلورهای یخ بزرگ‌تر به قیمت بلورهای کوچک‌تر اشاره داشته باشد.
در شیمی، بازبلورش: ۱۲۷–۱۳۲ روشی برای خالص‌سازی ترکیبات است. معمول‌ترین حالت این است که یک «ترکیب A» مورد نظر توسط مقدار کمی از «ناخالصی B» آلوده شود. روش‌های مختلفی برای پالایش وجود دارد (به فرایند جداسازی مراجعه کنید)، که بازبلورش یکی از آنهاست. همچنین فنون مختلف بازبلورش وجود دارد که می‌توان از آنها استفاده کرد مانند:
- بازبلورش تک‌حلالی
- بازبلورش چندحلالی
- فیلترش-بازبلورش داغ
- بذردهی
- تک بلورهای کامل (برای آنالیز پرتوی ایکس)

## یخ
برای یخ، بازبلورش به رشد بلورهای بزرگتر به قیمت بلورهای کوچکتر اشاره دارد. نشان داده شده است که برخی از پروتئین‌های ضدیخ زیستی این فرایند را مهار می‌کنند و این اثر ممکن است در اندامگان‌های تاب‌آور-به-انجماد مرتبط باشد.

## کتاب‌های مرجع
- Laurence M. Harwood; Christopher J. Moody; Jonathan M. Percy (1999). Experimental organic chemistry: standard and microscaling. ISBN 978-0-632-04819-9.
- John Leonard; B. Lygo; Garry Procter (2 June 1994). Advanced practical organic chemistry. ISBN 978-0-7487-4071-0.